# Smithfield Romania
Smithfield România este o companie din România, parte a concernului american Smithfield Foods.
Compania a fost înființată în anul 2004, când Smithfield Foods a achiziționat combinatul Comtim. Grupul de firme Smithfield România era alcătuit din Smithfield Ferme, compania care opera fermele de porci și Smithfield Prod, care deținea abatorul și furniza produsele din carne de porc pe piața internă și, ulterior, la export. Smithfield România se reorganizează administrativ în 2016, ulterior integrând companiile componente ale grupului în 3 divizii distincte: Divizia Ferme (Creșterea porcilor și FNC), Divizia Carne Proaspătă (Producția de carne proaspătă) și Divizia Mezeluri (Elit Cugir și Maier Com).  

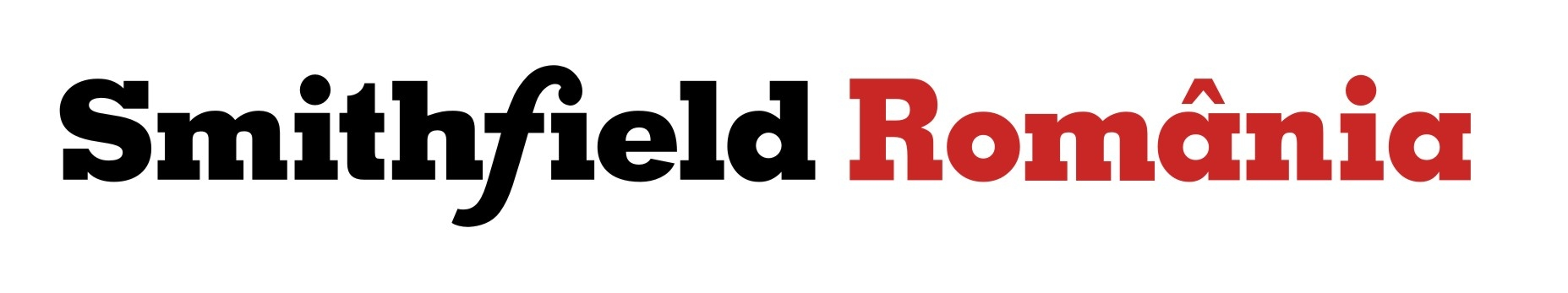
Logo Smithfield Romania

În 2015, Smithfield România este preluată de grupul chinez de companii WH Group, ca parte a achiziției globale a Smithfield Foods de către compania chineză. 
În 2018 Smithfield România achiziționează producătorul local de mezeluri Elit Cugir și grupul Maier Com din Arad. 

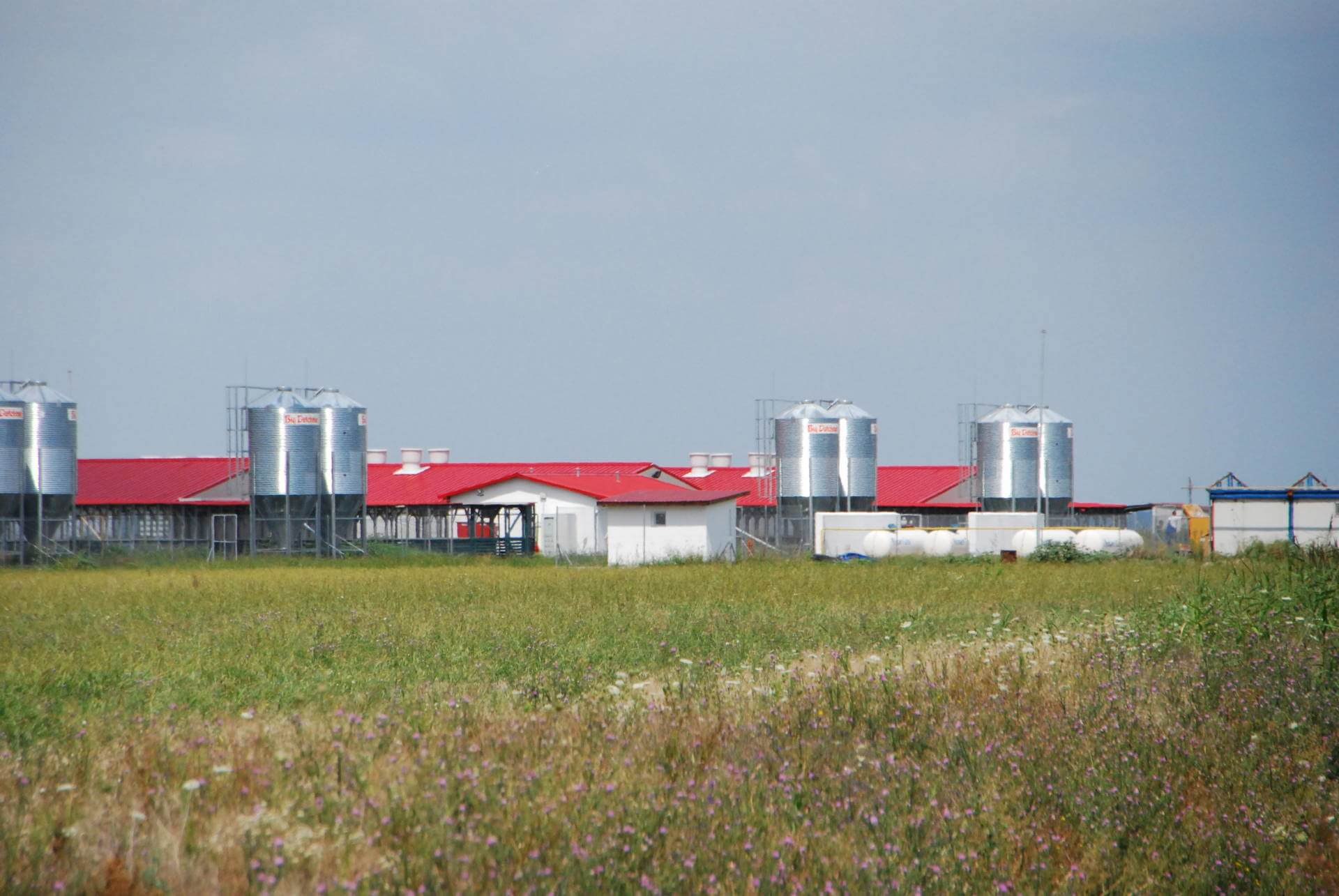
Smithfield Romanian farms

În prezent compania furnizează pieței locale carne proaspătă de porc și mezeluri produse local. 
Investiția Smithfield în România, începand cu 2004, anul înființării, și până în 2008, este de peste 600 milioane dolari, în mare parte în regim greenfield, dar și pentru retehnologizarea și aducerea la standarde europene a obiectivelor preluate de la vechiul complex de creștere a porcilor din Banat.
Principalul obiect de activitate al companiei este producția și creșterea porcinelor; de asemenea Smithfield România achiziționează anual peste 330 000 de tone de cereale de pe piața internă.
Până în prezent, compania deține 47 de ferme, dintre care cinci ferme de reproducție și 41 de îngrășătorii. Alte ferme sunt gestionate împreună cu fermierii parteneri în programul Fermier Partener, la nivel național. 
Fermele Smithfield România dețin peste 53.000 de scroafe și cresc peste 1.3 milioane de porci comerciali pe an. Compania este considerată lider de piață deținând 29% din carcasele de porc produse în România.
Pe lângă divizia de ferme zootehnice, Smithfield România deține 20.000 hectare teren agricol în județele Timiș și Arad și operează două fabrici de nutrețuri combinate, care sunt printre cele mai moderne din sud-estul Europei din punct de vedere tehnologic, precum și o unitate de producție (abator) de ultimă generație, specializată în sacrificarea de porcine, tranșarea și ambalarea cărnii de porc și două stații moderne de procesare a subproduselor de origine animală și de epurare a apelor uzate.
Cifră de afaceri la nivel de grup, în 2017: 550 milioane EUR
Număr de angajați în 2019: 3 500

## Comtim

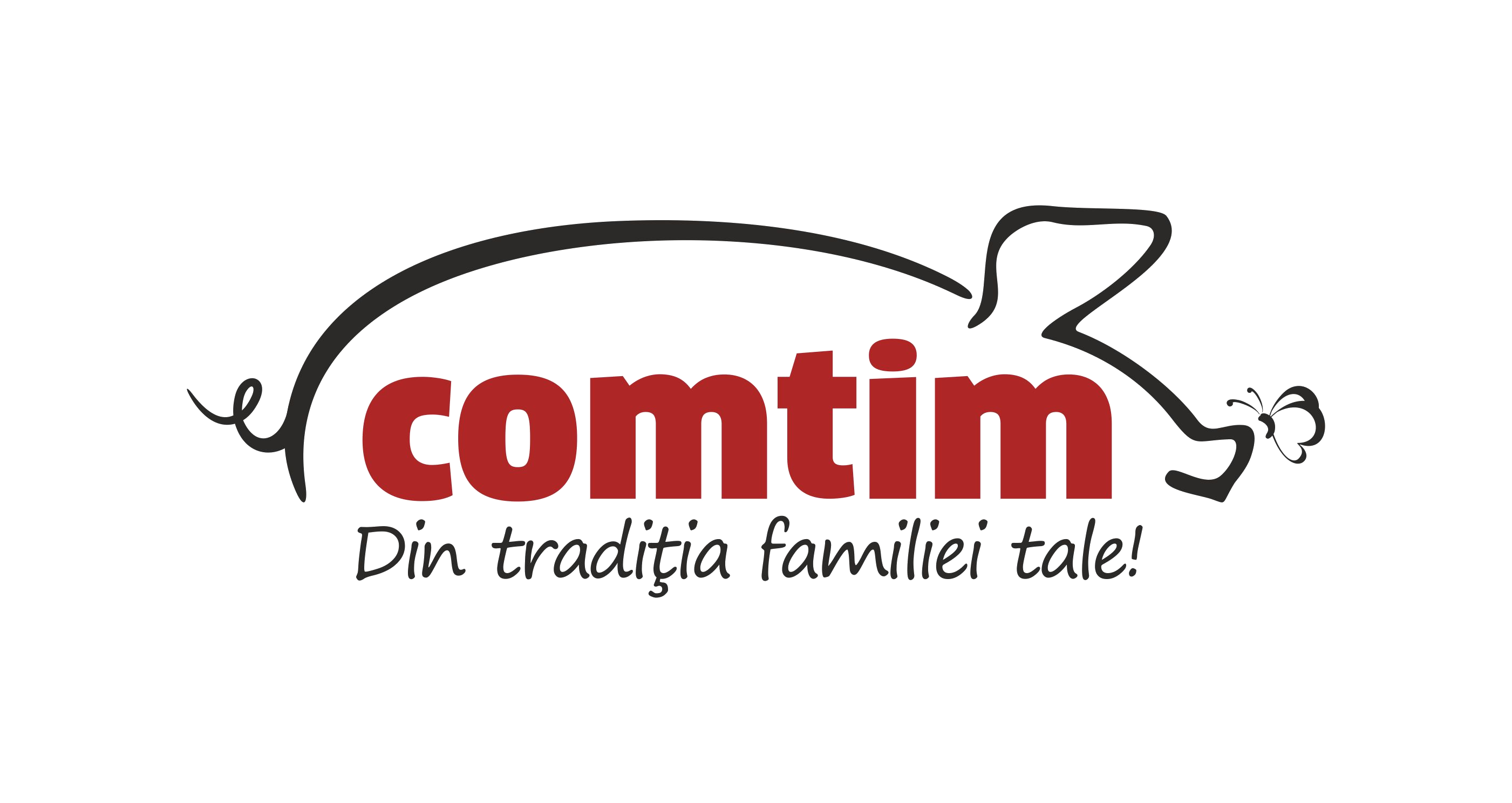
New Comtim Logo

Comtim Group a fost un combinat agricol din Timișoara care era cel mai mare producător industrial de carne de porc din România.
De asemenea Comtim era și cel mai mare combinat de prelucrare a cărnii de porc din sud-estul Europei, iar în 1989 aici lucrau 15.000 de oameni.
Societatea a fost fondată în anul 1967.
Timp de 28 de ani, director general al companiei a fost Florentin Cârpanu, iar la 4 ani de la plecarea acestuia, în 1999, Comtim a intrat în procedură de faliment. Începând cu luna octombrie 2004, ca urmare a preluării de către grupul american Smithfield Foods, Comtim Group și-a schimbat denumirea în „Smithfield Ferme SRL”.
In 2009, Comtim redevine un brand al companiei Smithfield Romania.
În 2011 are loc rebranding-ul Comtim, sub umbrela căruia compania produce o serie diversificată de produse. În prezent, brandul Comtim acoperă 2 game de produse: Porc Proaspat Arhivat în 18 februarie 2020, la Wayback Machine. și Bun de gătit Arhivat în 18 februarie 2020, la Wayback Machine. (care include, la rândul său, sortimentele La Grill, La Cuptor și Comtim Mix). 

## Normele de mediu
Compania a deține autorizația PCIP (prevenirea și controlul integrat al poluării) și certificarea pentru sistemul de management de mediu, ISO 14 001:2015. Compania implementează programe de reducere a deșeurilor generate, reciclarea ambalajelor folosite și reducerea amprentei ecologice a infrastructurii IT, plantare de copaci și amenajarea de spații verzi, în comunitățile unde își desfășoară activitatea, precum și programe de educație și responsabilitate în domeniul mediului, pentru elevi: Ziua Mondiala a Monitorizării Calității Apei , inițiativa națională "Lumea ta?Curată!", programul național Milioane de oameni, milioane de copaci , Ora Pământului, proiectul "Adoptă un râu sau programul de voluntariat Ziua Verde.
Compania s-a confruntat cu o criză majoră în 2007, când au fost confirmate două focare de pestă porcină. Comisarul general al Gărzii Naționale de Mediu de la acea vreme declara că, în urma verificărilor, s-a constatat că unele ferme funcționau fără autorizație integrată de mediu.
În primele opt luni din 2007 comisarii Gărzii de Mediu Timiș efectuaseră 35 de controale la fermele societății Smithfield, soldate cu 11 amenzi în valoare totală de 400.000 lei.
Amenzile au fost date pentru poluarea solului cu dejecții animale, depozitarea cadavrelor pe sol, funcționarea necorespunzătoare a incineratoarelor și pentru abandonarea deșeurilor rezultate din activitatea de construcție a fermelor în locuri necorespunzătoare. După acest episod, compania și-a restructura complet programul de mediu, devenind unul dintre pionierii în bio-securitate și tehnologii de mediu din industria din care face parte   .